# Позняк Надія Михайлівна
Надія Михайлівна Позняк (літературне ім'я Надія Позняк; 26 листопада 1960, с. Вовківці, Роменський район, Сумська обл.) — українська поетеса. Член Національної спілки письменників України (2022).

## Життєпис
Народилася в родині Михайла Овсійовича та Марії Степанівни Дорошенків. Дитинство пройшло в місті Ромни, в селищі міського типу Липова Долина, в місті Суми.
Працювала в школі за фахом (СДПІ ім. А. С. Макаренка, вчитель математики).

## Творчий шлях
Віршуванням захопилася в шкільні роки, але серйозно та систематично писати стала в зрілому віці. Випускниця літстудії  «Лит-ра.com» в своєму місті Суми (керівник А. Поляков).
Друкувалася на шпальтах місцевих газет («Панорама», «Сумщина», «Ярмарок»), сумського альманаху «Жили-были», інтернет-альманаху Digital романтизм, журналу Дніпро (літо 2012, грудень 2012, вересень 2021), колективної збірки «Как судьбы людские читаю я осень…», міжнародного журналу Склянка Часу*Zeitglas, всеукраїнського літературно-мистецького журналу «Чорнильна хвиля», в альманахах — «Каштановый дом», «Мы», «Лава», «Слово», в незалежному літературно-художньому альманасі «Lira», в альманасі «Вісник» Міжнародного поетичного конкурсу «Чатує в століттях Чернеча Гора», в літературно-краєзнавчому виданні «Поетична топоніміка», в збірці «Рідне місто моє»(360-річчю міста Суми присвячується), в «Антології сучасної новелістики та лірики України 2015», в літературно-мистецькому альманасі «Українська хвиля», в альманахах «Скіфія 2016 Літо», «Скіфія 2019 Літо», «Час любові», «Слобожанщина» (2017, 2019, 2023, 2024), «Підкова для носорога», «Антологія сучасної новелістики та лірики України» 2016, «Думки романтика», в журналах Київ (2017, № 7-8), Дзвін (липень 2017 р.; 2021. — № 8. — С. 134—136.), «Березіль»(№ 4, 2023), «Твои стихи плюс Твої вірші», Пороги, Золота пектораль, в газеті Українська літературна газета (грудень 2017 р., 17 липня 2020, число 11– 12 (329—330) 2022 р.), в українсько-польській антології Ukraińska nadzieja/Українська надія, в колективних збірках «Занадто рано стали ми дорослими», «Обпалені крила Поезія сучасної України», в газеті української громади в Америці «Свобода», в сучасному мережевому альманасі «Палісадник», в альманасі «Октава» (випуск 7, 9), в «Антологія сучасної новелістики та лірики України-2019», «У пошуках альтернативи Поезія сучасної України», «Слово Просвіти» [Архівовано 21 липня 2021 у Wayback Machine.], «Весна озброєна. Антологія воєнної лірики»(вид. Ліра-К, ст.198-201), «Нескорена Україна» (ПП «Рута», 2022, 2223).
Виступи поетеси звучали на Сумських обласних радіо та телебаченню, її вірші читалися на Харківському та Сумському обласних радіо, на першому каналі Національного Радіо України, радіо Культура, підбірка творів авторки зберігається в ″Електронній збірці "Поетичний марафон. 16.09.2014″ музею-квартири П.Тичини (м. Київ).
В творчому доробку поетеси більше тридцяти пісень (композитор Геннадій Володько, Лариса Травнікова, Оксана Піковська).
Є автором книг
- «Шкіра» (вірші) / ред. Тамара Герасименко.  — Харків: Діса плюс, 2016.  — 140 с., ;
- «Ряди Фур'є» (вірші) / за ред. автора.  — Харків: Діса плюс, 2019—104 с., а;
- «Дзиґарів легка хода»(вірші) / ред. Юрій П'ятаченкою. — Суми: Триторія, 2024—120 с.

## Родина
Чоловік — Позняк Валерій Семенович, підприємець.
Син — Позняк Олександр Валерійович, музикант, звукорежисер, програміст. Одружений, має сина.

## Відзнаки
- 2013—2014 р. — дипломант всеукраїнського конкурсу Малахитовый Носорог
- 2014 р. — лауреат Всеукраїнського конкурсу ім. Леся Мартовича (м. Жовква)[13]
- 2014 р. — лауреат Міжнародного конкурсу ім.де Рішельє («Жемчужный Дюк»)[14]
- 2015 р. — переможець фестивалю Шоста поетична зима[15] (1-е місце)
- 2015 р. — дипломант VIII Всеукраїнського фестивалю поезії Підкова Пегаса
- 2015 р. — переможець (1 місце) III-го міжнародного поетичного конкурсу Чатує в століттях Чернеча Гора[16]
- 2015 р. — диплом за 3-е місце у міському відкритому конкурсі «Рідне місто моє»
- 2016 р. — лауреат 2-го Всеукраїнського літературного конкурсу ім. Леся Мартовича 3-го ступеня
- 2016 р. — грамота за 2-е місце в «Поетичному марафоні» Всеукраїнського літературно-мистецького свята Просто на Покрову
- 2016 р. — лауреат Премії Ордену Карпатських Лицарів (номінація «Краща книга») за книгу «Шкіра»
- 2016—2017 р. — книга «Шкіра» потрапила в перелік видань, номінованих на здобуття Всеукраїнської літературно-мистецької премії ім. М. Коцюбинського, допущена на здобуття премії Президента України Українська книжка року, в лонг-ліст поетичної премії «Золотий кларнет»
- 2017 р. — лауреат премії Благовіст (номінація «Перша книга»)
- 2017 р. — лауреат Всеукраїнської премії ім. Василя Юхимовича за книгу «Шкіра»
- 2018 р. — переможець Двадцять другого відкритого традиційного літературного конкурсу «З точки зору осені»[17]
- 2019 р. — грамота Всеукраїнський літературно-мистецький фестиваль імені Василя Скуратівського «До Василя» 2-е місце у номінації «Книга» («Ряди Фур'є»); грамота Всеукраїнський літературно-мистецький фестиваль імені Василя Скуратівського «До Василя» за 3-е місце у номінації «Поезія»
- 2019 р. — книга «Ряди Фур'є» потрапила в перелік видань, номінованих на здобуття Всеукраїнської літературно-мистецької премії імені Михайла Коцюбинського; авторка потрапила до списку претендентів на Симоненківську премію (за книгу віршів «Ряди Фур'є»); поетеса стала номінанткою на здобуття літературної премії імені Данила Кононенка
- Надія Позняк потрапила в короткий список претендентів на перемогу в конкурсі оповідань «Open world»-2019[18]
- 2020 р. — лауреат Міжнародного конкурсу ім. де Рішельє («Рубіновий Дюк»)[19], номінація «Книга»
- 2021 р. — лауреат III ступеня літературної премії імені Анатолія Криловця [Архівовано 20 січня 2020 у Wayback Machine.] у номінації «Любовна лірика»
- 2021 р. — лауреат муніципальної премії ім. Івана Франка (2-га премія) в номінації «Поезія» за збірку «Ряди Фур'є» (Одеса)
- 2025 р. — лауреат II ступеня літературної премії імені Анатолія Криловця у номінації «Філософська лірика»